# 富郷村 (奈良県)
富郷村（とみさとむら）は、1947年まで、奈良県生駒郡（旧・平群郡）にあった村。現在の、斑鳩町三井、幸前、高安、興留、阿波辺りにあたる。

## 歴史

### 沿革
- 1889年（明治22年）4月1日 - 町村制施行にともない、平群郡三井村、幸前村、高安村、興留村、阿波村が合併し、富郷村が発足。
- 1897年（明治30年）4月1日 - 郡の統合に伴い所属郡が生駒郡に変更。
- 1947年（昭和22年）2月11日 - 生駒郡竜田町、法隆寺村と合併し、斑鳩町となり消滅。